# Savalania
Savalania is een geslacht van rechtvleugeligen uit de familie Pamphagidae. De wetenschappelijke naam van dit geslacht is voor het eerst geldig gepubliceerd in 1951 door Mishchenko.

## Soorten
Het geslacht Savalania  is monotypisch en omvat slechts de volgende soort:
- Savalania pulla (Mishchenko, 1951)